# 博報堂生活総合研究所
博報堂生活総合研究所（はくほうどうせいかつそうごうけんきゅうじょ、英文社名：Hakuhodo Institute of Life & Living） は、東京都港区赤坂5-3-1 赤坂Bizタワー11階に本部を置く、博報堂グループのシンクタンクである。
英文略称はHILL。和文略称は博報堂生総研。

## 沿革
- 1981年 - 博報堂のフラグシップ機関として設立
- 2006年 - 嶋本達嗣が所長に就任

## 主な研究員等（現職者・出身者）
- 関沢英彦（元所長、東京経済大学コミュニケーション学部元教授）
- 嶋本達嗣（元所長）
- 林光（元所長、知識創造工房　ナレッジ・ファクトリー代表／社会評論家）
- 鷲田祐一（元上席研究員、一橋大学大学院経営管理研究科教授）
- 原田曜平（元研究員、芝浦工業大学・教授、信州大学・特任教授、レイヤーズ・コンサルティング顧問）
- 後藤陽次郎（株式会社デザインインデックス代表取締役）
- 五百田達成（作家・心理カウンセラー）
- 酒井順子（エッセイスト）
- 蟹瀬令子（レナ・ジャポン・インスティチュート株式会社代表取締役、 東京急行電鉄取締役）
- ひきたよしあき（コラムニスト、著作家、スピーチライター）